# خمره (مکه)
خمره یک منطقهٔ مسکونی در عربستان سعودی است که در استان مکه واقع شده‌است.